# Hot Rod (película)
Hot Rod (titulada para su distribución en castellano como Hot Rod - Saltando el destino o Flipado sobre ruedas) es una película estadounidense de comedia de 2007, dirigida por Akiva Schaffer y protagonizada por Andy Samberg, Isla Fisher, Jorma Taccone, Bill Hader, Sissy Spacek e Ian McShane.

## Argumento
La historia comienza con el especialista Rod Kimble (Andy Samberg), un autoproclamado acróbata que hace saltos amateur con su motocicleta en su ciudad pero se entera de que su padrastro Frank (Ian McShane) está gravemente enfermo del corazón y necesita un trasplante. Rod necesita derrotar a Frank en una pelea cuerpo a cuerpo para así ganarse el respeto de su irreverente padrastro, por lo que comienza a hacer pequeñas acrobacias en fiestas infantiles y una película para conseguir dinero suficiente para pagar la operación de Frank. Sin embargo, en un arranque de ira Rod pierde todo el dinero recaudado y se prepara para el salto de su vida.

## Reparto
- Andy Samberg - Rod Kimble
- Jorma Taccone - Kevin Powell
- Bill Hader - Dave
- Danny McBride - Rico
- Isla Fisher - Denise
- Sissy Spacek - Marie Powell
- Ian McShane - Frank Powell
- Will Arnett - Jonathan
- Chris Parnell - Barry Pasternak
- Chester Tam - Richardson
- Akiva Schaffer - Derek

## Banda sonora
La banda sonora fue publicada el 31 de julio de 2007, a través de la discográfica Sony Legacy.
Fue compuesta por el exguitarrista de Yes Trevor Rabin. Algunas canciones de la banda de rock sueca Europe (y particularmente de su célebre álbum The Final Countdown de 1986) están presentes en la película, incluyendo sus conocidas “Cherokee” y “Rock the Night”.
El tráiler completo además incluyó otras tres canciones de grupos de rock suecos, "Cherokee" y "The Final Countdown" de Europe y "See Through Head“ de The Hives. Tambiéin incluyó a una banda de rock británica llamada Test Icicles con la canción "Circle. Square. Triangle", así como a American Hi-Fi con el tema  "The Art of Losing".
La banda llamada Gown que toca al final del salto de  Rod (Andy Samberg) es en realidad la banda Queens of the Stone Age. Curiosamente, estas canciones no fueron incluidas en la banda sonora.

### Lista de canciones
1. Danger on the Track - Europe
2. A Gringo Like Me - Morricone, Ennio
3. Never - Moving Pictures
4. Two of Hearts - Mitchell, J.
5. Cherokee - Europe
6. Skulls - Danzig, Glenn
7. Street Luge - Rabin, Trevor
8. You're the Voice - Farnham, John
9. Head Honcho - Toyish, Tijno (Gown).
10. Chase - Moroder, Giorgio
11. Cool Beans - Taccone, Jorma y Samberg, Andy.
12. (I Just) Died in Your Arms - Eede, N.
13. Dave on Acid - Rabin, Trevor
14. Rock the Night - Europe
15. Stunt Suite - Rabin, Trevor
16. Time Has Come - Europe
17. Ninja - Europe